# Jacques Arnold
Jacques Arnold, né à Chelles le 6 juin 1912, mort à Paris 20e le 8 octobre 1995, est un écrivain et poète français.

## Biographie
Jacques Albert Jean Marcel Arnold est né à Chelles en 1912 et mort à Paris en 1995. Sa mère, née Marguerite Julie Girault, était employée d'agent de change.Son père, Marcel Louis Arnold, propriétaire et exploitant du Café des Sports, à Chelles.
C'est à Chelles, dans ce café, qu'il fait la connaissance d'Armand Lanoux, son cadet d'une année ; leur relation d'amitié ne connait pas d'autre interruption que le décès d'Armand Lanoux en 1983.
Il fait ses études secondaires, de la sixième à la philo, donc de 1923 à 1930 au Collège de Meaux - l'actuel Lycée Henri Moissan - . Il entre, comme pensionnaire avec le no 217, le 1er octobre 1930 en première supérieure 1 au lycée Henri-IV, et y demeure en première supérieure 2, khâgne, sous l'égide de l'helléniste Le Crux, alias Maurice Lacroix, en 1931-1932 [1] , puis en 1932-1933. Vient ensuite la période du service militaire - un an jusqu'en 1936. Puis il continue ses études, comme maître d'internat.
De 1940 à 1945, le sous-lieutenant Jacques Arnold, du 39e R.I., devient le prisonnier de guerre no 291, logé à Elsterhorst, en l’Oflag IV-D, bloc VIII, baraque 11. Il y rencontre, entre autres, les écrivains Julien Gracq, comme lui ancien du Lycée Henri IV, et Raymond Abellio, le père Yves Congar, le journaliste Jacques Fauvet et le poète Patrice de la Tour du Pin.
À son retour de captivité, il passe l'agrégation d'Allemand.
De 1946 à 1951, il enseigne au lycée Michel-Montaigne de Bordeaux, puis de 1951 à 1972, à Le Raincy, dans le lycée qui après avoir été une annexe du Lycée Charlemagne, acquit en 1956 son autonomie sous le nom de Lycée Albert Schweitzer.
Parallèlement à son activité de professeur, il a une activité poétique et littéraire étalée sur quarante-cinq ans. Il publie quatorze ouvrages, et collabore à de nombreuses revues, notamment en tant que critique. Il siégea plusieurs années au bureau de la Société des gens de lettres, comme président de la commission Poésie.
De 1963 à 1983, il fait partie du comité de rédaction de La revue de l'ACILECE, où il succéda à Maurice Fombeure comme président, et de 1983 à 1995, il préside celui de la revue Jointure, dont il avait animé la création, en compagnie de Georges Friedenkraft, Daniel Sauvalle, Michel Martin de Villemer et Jean-Pierre Desthuilliers.

## Œuvres

### Poésie
Aux éditions du Sablier, collection de la Bouteille à la mer :
- Cristaux de mémoire, poèmes, 1950
- Sonate de la Marne, poèmes, 1954
- L'Oiseau Roi, poème romanesque en prose, 1956

Aux éditions René Rougerie :
- Closerie cérébrale, poèmes, 1963 (épuisé)
- Scansion du temps, poèmes, 1971
- Autre Mythologie, poèmes, suivi de Abrégé de métrique accentuelle, 1981
- Métrocosme, poèmes, 1985
- Poèmes donnés, poèmes, 1989
- Filantes, poèmes, 1995

### Essais
Aux éditions René Rougerie :
- De l'âme en son mirail, prose, 1960 (épuisé) ; réédité en 1999 dans Pas de problème, pages 45 à 62
- Théodicée arachnéenne, prose, 1966 (épuisé) ; réédité en 1999 dans Pas de problème, pages 63 à 85
- Sans farce ni dindon, fiction d'autre science transcrite du futur, prose, 1976

Aux éditions de La Jointée, collection Les œuvres jointes,
- Emmanuel Lochac, ses visages et leurs énigmes, florilège et inédits, dont il assuma la maîtrise d'œuvre et d'ouvrage, et le plus gros de la rédaction, 1994
- Pas de problème, 1999, livre posthume avec un avant-lire de Georges Friedenkraft

### Traductions d'œuvres de langue allemande
- Les batailles de Néatli, roman de Lothar Sauer, éditions Alsatia, collection Signe de Piste, 1965, illustrations de Pierre Joubert. Titre original Chronik des Staates Neulati.
- Le chant de la nuit, fragments de Also spracht Zarathustra, de Friedrich Nietzsche, aux éditions de la Diane Française, pour des illustrations de Pierre-Yves Trémois, 1977

### Publications en revues
- De très nombreuses contributions à La revue de l'ACILECE, de 1965 à 1985, puis à Jointure de 1985 à 1995.

### Sélections en anthologies
- Album de la Bouteille à la mer, 23 poèmes illustrés par Françoise Rapp, Librairie Quesseveur, Agen, 1984 (Poème Guinguette, extrait de Sonate de la Marne, p. 48)
- Jointhologie, Éditions La Jointée 1990, collection Les Œuvres Jointes, préface de Jean-Pierre Desthuilliers, p. 12-15, dix-huit haikus sur le thème du voyage.
- Luttes et Luths, Le livre de poche jeunesse, Hachette 1992, no 134, 200 poèmes réunis par Jacques Charpentreau. Cinq textes, pages 73, 87, 119, 157, 207 : Foot, Rugby, Agrès, La ligne droite, Tennis.